# Паик Сьонг-хо
Пек Сънг-хо (на корейски: 백승호; роден на 17 март 1997 в Сеул) е южнокорейски футболист, играещ на поста полузащитник. Играе за Чонбук Хюндай Моторс и националния отбор по футбол на Южна Корея.

## Национален отбор
Дебютира на 11 юни 2019 година за националния отбор по футбол на Южна Корея в приятелски мач срещу Иран(1:1). Първият си гол отбелязва през януари 2022 година в приятелската среща срещу националния отбор по футбол на Исландия (5:1). Участник на Мондиал 2022 в Катар.